# Lavandula
Lavandula  L. 1753 è un genere di piante spermatofite dicotiledoni appartenenti alla famiglia delle Lamiaceae, dall'aspetto di piccole erbacee annuali o perenni dalla tipica infiorescenza a spiga. È l'unico genere della tribù Lavanduleae Caruel, 1884.

## Etimologia
Il nome comune "lavanda" con il quale siamo abituati a chiamare queste piante (ma anche quello scientifico Lavandula) è stato recepito nella lingua italiana dal gerundio latino del verbo "lavare" (lavandus, lavanda, lavandum = "che deve essere lavato") per alludere al fatto che queste specie erano molto utilizzate nell'antichità (soprattutto nel Medioevo) per detergere il corpo.
Il nome scientifico del genere è stato proposto per la prima volta dal botanico francese Joseph Pitton de Tournefort (Aix-en-Provence, 5 giugno 1656 – Parigi, 28 dicembre 1708) e fissato definitivamente da Linneo (1707 – 1778) biologo e scrittore svedese, considerato il padre della moderna classificazione scientifica degli organismi viventi, nella pubblicazione "Species Plantarum - 2: 572. 1753" del 1753. Il nome scientifico della tribù è stato definito dal botanico italiano, di origine franco-inglese Théodore (italianizzato in Teodoro) Caruel (Chandernagor, 27 giugno 1830 – Firenze, 4 dicembre 1898) nella pubblicazione "Flora Italiana. Firenze - 6: 53. Sep 1884." del 1884.

## Descrizione

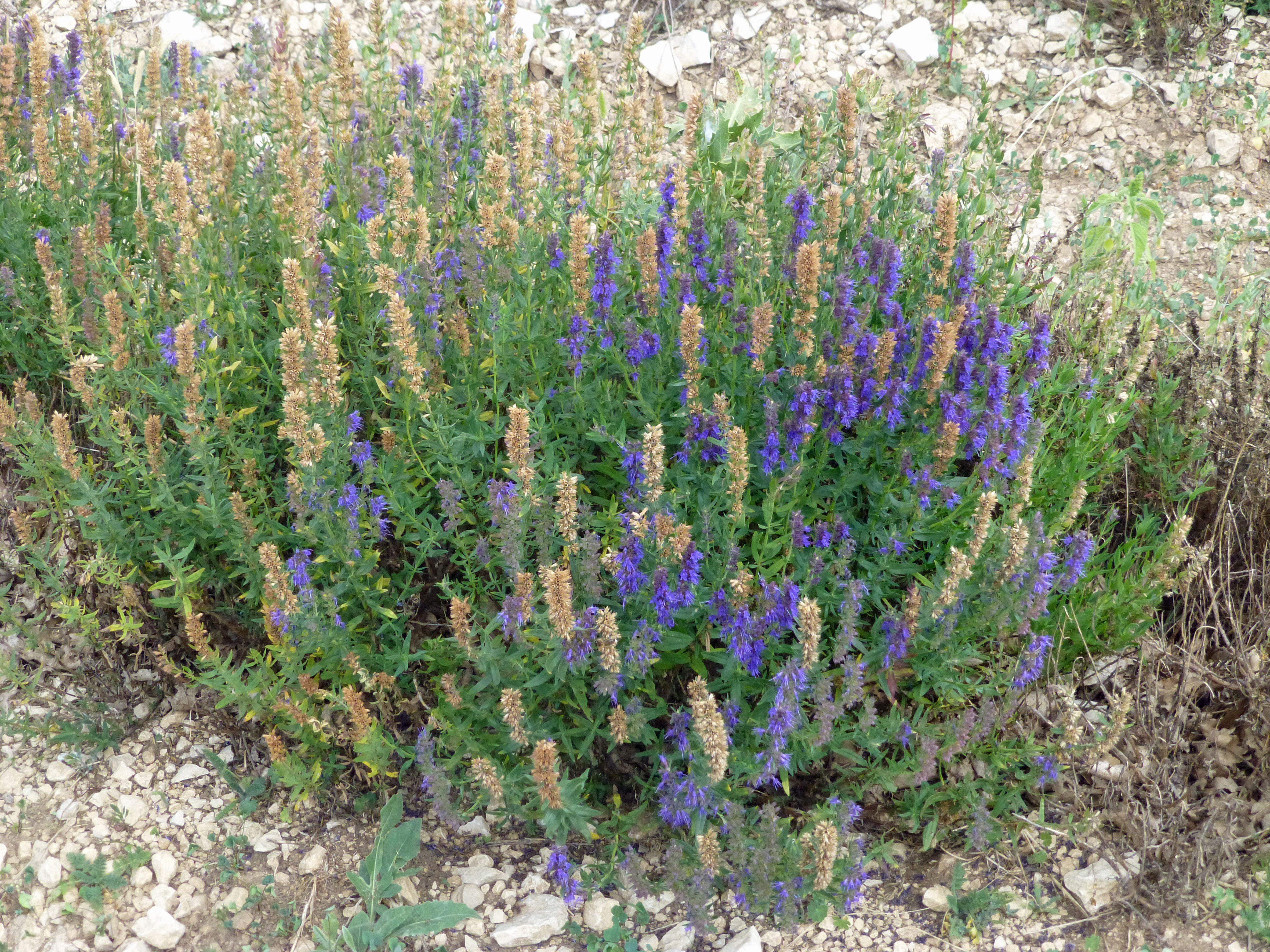
Il portamento
Lavandula latifolia

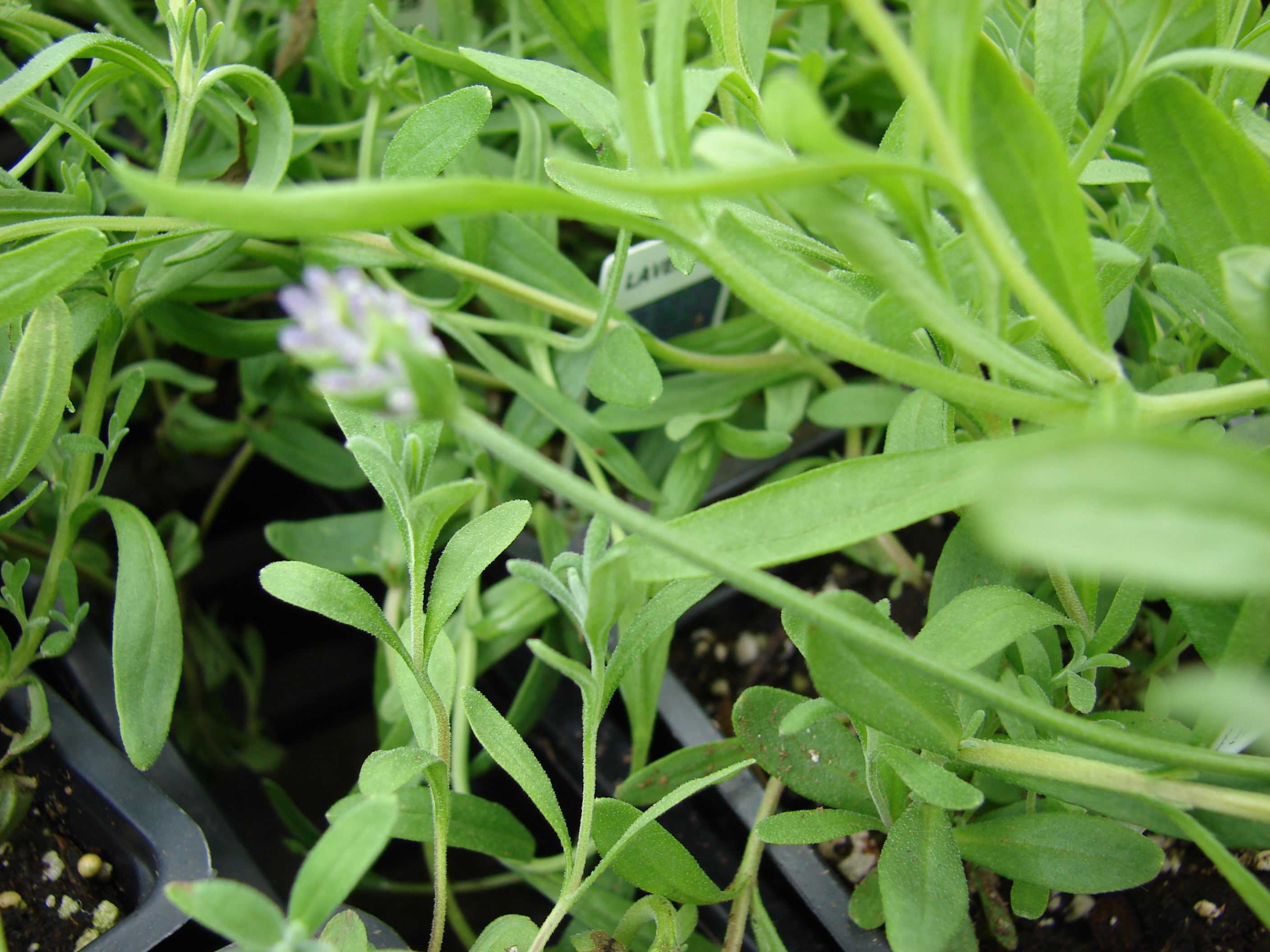
Le foglie
Lavandula angustifolia

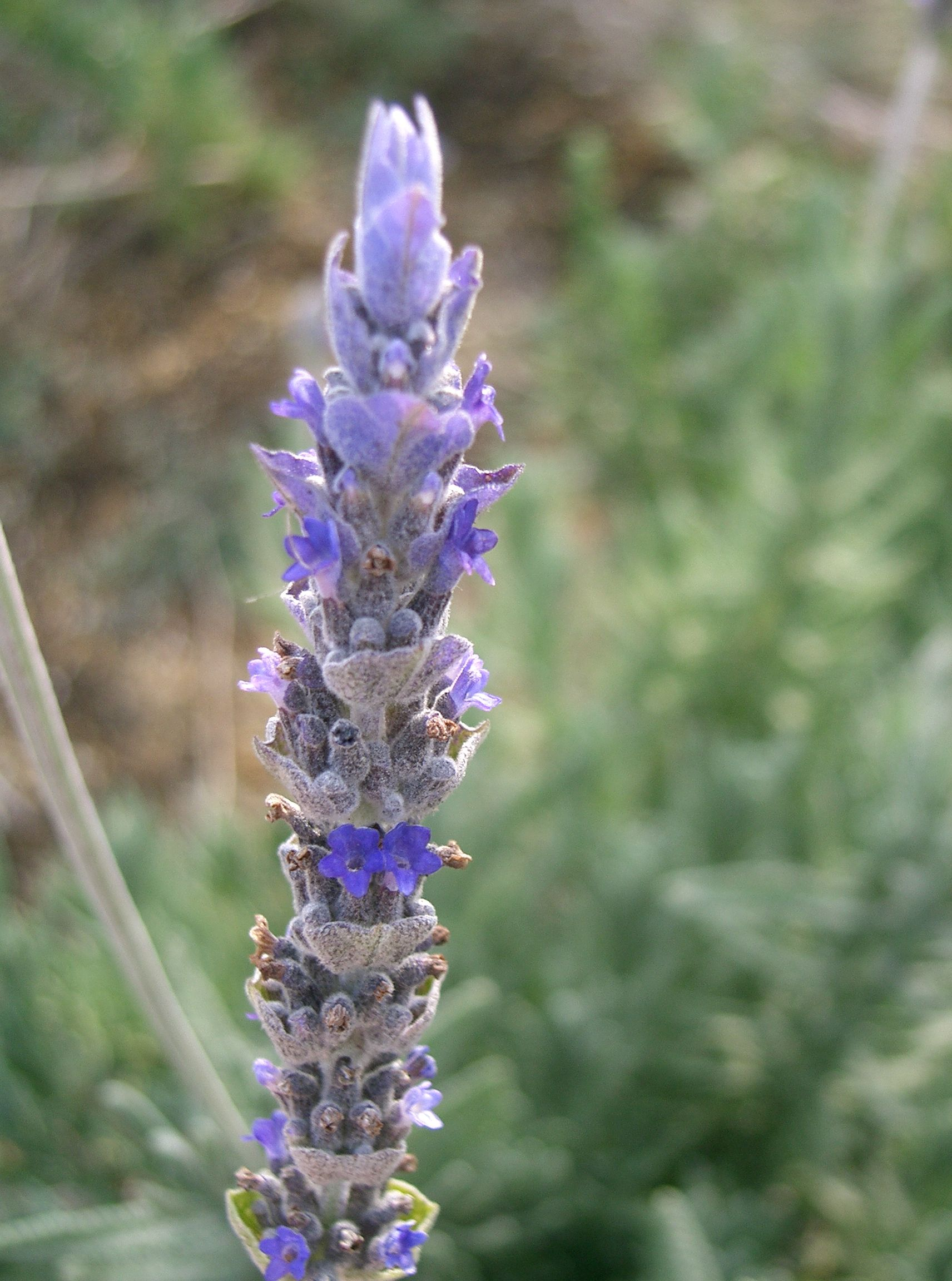
Infiorescenza
Lavandula dentata

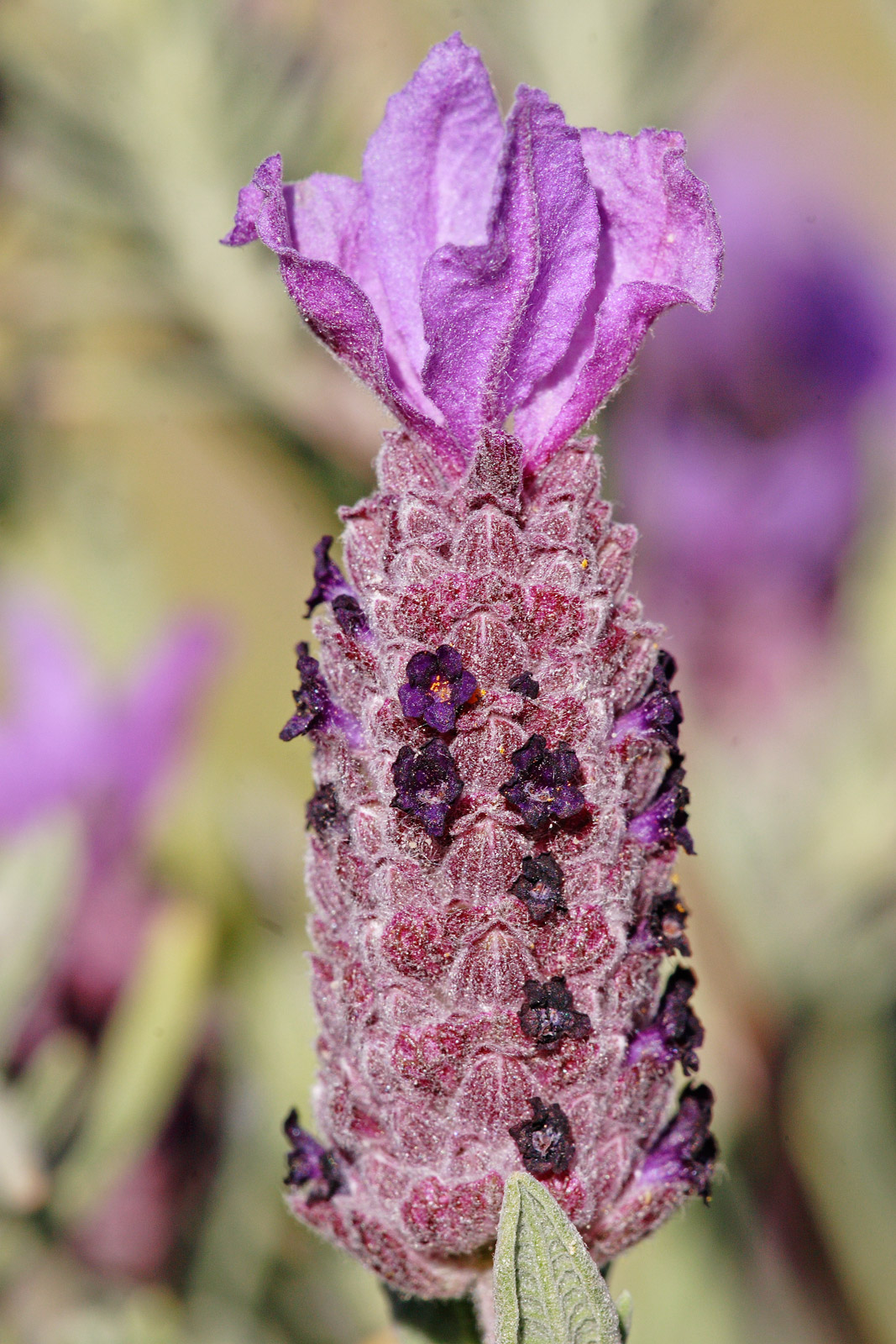
I fiori
Lavandula stoechas

Le specie di questo genere hanno un portamento arbustivo o subarbustivo o cespitoso-arbustivo oppure raramente erbaceo di breve durata. Queste piante sono fortemente aromatiche. L'indumento può essere glabro o variamente pubescente talvolta con peli stellati. La forma biologica prevalente (almeno per le specie della flora spontanea italiana) è nano-fanerofite (NP), ossia sono piante perenni e legnose, con gemme svernanti poste ad un'altezza dal suolo tra i 30 cm e i 2 metri.

### Radici
Le radici sono perlopiù legnose.

### Fusto
I fusti in genere sono eretti e ramificati oppure semplici; non sono rigidi con cortecce bruno-rossastre oppure sempreverdi. 

### Foglie
Le foglie lungo il caule sono disposte in modo opposto; spesso si trovano fascicolate alla base della pianta. Le foglie sono colorate di verde cinereo. La lamina può essere intera lineare, lanceolata o pennatifida/pennatosetta.

### Infiorescenza
Le infiorescenze sono terminali con i fiori raggruppati in sottili spighe tirsoidi alla fine di lunghi scapi. Nell'infiorescenza sono presenti delle brattee persistenti a volte anche colorate e disposte in modo opposto o a spirale; mentre le bratteole sono minute o assenti. Il numero dei fiori disposti a verticilli varia da 2 a 10 oppure uno solo ma in questo caso senza bratteole. I fiori sono sessili o pedicellati.

### Fiori
I fiori sono ermafroditi, zigomorfi, tetrameri (4-ciclici), ossia con quattro verticilli (calice – corolla - androceo – gineceo) e pentameri (5-meri: la corolla e il calice sono a 5 parti).
- Formula fiorale. Per la famiglia di queste piante viene indicata la seguente formula fiorale:

X, K (5), [C (2+3), A 2+2] G (2), (supero), drupa, 4 nucule
- Calice: il calice gamosepalo è del tipo da attinomorfo a bilabiato o pentalobato (in questo caso la struttura è 3/2). I lobi sono più o meno uguali; se il tipo di calice è bilabiato allora il labbro superiore talvolta è allargato o raramente è modificato in una specie di appendice; mentre quello inferiore è più o meno dentato. La parte iniziale tubolare ha delle forme ovoidi-cilindriche ed è percorso da 13 o 15 nervature. Il calice è persistente e si dilata leggermente alla fruttificazione.
- Corolla: la corolla gamopetala è debolmente o fortemente bilabiata oppure è pentalobata (con struttura 2/3) con lobi di varie forme. Il portamento dei lobi in genere è patente. Il tubo della corolla o è appena eccedente il calice oppure può essere 3 volte più lungo ed è comunque dilatato alle fauci. I colori variano da blu-violetto a porpora o bianco, raramente porpora scuro o giallastro.
- Androceo: gli stami sono quattro didinami (il paio anteriore è più lungo), sono declinanti e inclusi nel tubo corollino. I filamenti sono glabri. Le antere sono reniformi e sono confluenti. Il disco del nettare normalmente è formato da 4 lobi. I granuli pollinici sono del tipo tricolpato o esacolpato.
- Gineceo: l'ovario è supero formato da due carpelli saldati (ovario bicarpellare) ed è 4-loculare per la presenza di falsi setti divisori all'interno dei due carpelli. La placentazione è assile. Gli ovuli sono 4 (uno per ogni presunto loculo), hanno un tegumento e sono tenuinucellati (con la nocella, stadio primordiale dell'ovulo, ridotta a poche cellule).[14] Lo stilo inserito alla base dell'ovario (stilo ginobasico) è del tipo filiforme. Lo stigma è bilobato o privo di lobi e capitato.

### Frutti
Il frutto è uno schizocarpo composto da 4 nucule glabre e lisce. Le nucule sono provviste di areole ed hanno delle varie forme, dimensioni e colori. La deiscenza è basale o laterale.

## Riproduzione
- Impollinazione: l'impollinazione avviene tramite insetti tipo ditteri e imenotteri (impollinazione entomogama).[9][15]
- Riproduzione: la fecondazione avviene fondamentalmente tramite l'impollinazione dei fiori (vedi sopra).
- Dispersione: i semi cadendo a terra (dopo essere stati trasportati per alcuni metri dal vento – disseminazione anemocora) sono successivamente dispersi soprattutto da insetti tipo formiche (disseminazione mirmecoria). I semi hanno una appendice oleosa (elaisomi, sostanze ricche di grassi, proteine e zuccheri) che attrae le formiche durante i loro spostamenti alla ricerca di cibo.[16]

## Distribuzione e habitat
Le specie del genere Lavandula sono diffuse nel bacino del Mediterraneo (anche nell'areale della Macaronesia), nell'Africa del Nord e nell'Asia dalla Penisola Arabica fino all'India. L'habitat è quello tipico da temperato a subtropicale.

### Specie della zona alpina
Delle 5 specie spontanee della flora italiana 2 vivono sull'arco alpino. La tabella seguente mette in evidenza alcuni dati relativi all'habitat, al substrato e alla distribuzione delle specie alpine.
| Specie | Comunità vegetali | Piani vegetazionali | Substrato | pH     | Livello trofico | H2O   | Ambiente    | Zona alpina |
| --- | ----------------- | ------------------- | --------- | ------ | --------------- | ----- | ----------- | ----------- |
| Lavandula angustifolia | 9                 | montano collinare   | Ca-Si     | neutro | basso           | arido | B9 C2 F2 G3 | IM CN       |
| Lavandula latifolia | 12                | collinare           | Ca-Ca/Si  | basico | basso           | arido | G3          | IM CO       |
| Legenda e note alla tabella. Substrato con “Ca/Si” si intendono rocce di carattere intermedio (calcari silicei e simili); vengono prese in considerazione solo le zone alpine del territorio italiano (sono indicate le sigle delle province). Comunità vegetali: 9 = comunità a emicriptofite e camefite delle praterie rase magre secche; 12 = comunità delle lande di arbusti nani e delle torbiere; Ambienti: B9 = coltivi umani; C2 = rupi; F2 = praterie rase, prati e pascoli dal piano collinare al subalpino; G3 = macchie basse; |                   |                     |           |        |                 |       |             |             |

## Tassonomia
La famiglia di appartenenza del genere (Lamiaceae), molto numerosa con circa 250 generi e quasi 7000 specie, ha il principale centro di differenziazione nel bacino del Mediterraneo e sono piante per lo più xerofile (in Brasile sono presenti anche specie arboree). Per la presenza di sostanze aromatiche, molte specie di questa famiglia sono usate in cucina come condimento, in profumeria, liquoreria e farmacia. La famiglia è suddivisa in 7 sottofamiglie; il genere Lavandula è descritto nella tribù Lavanduleae (di cui è l'unico genere) che appartiene alla sottofamiglia Nepetoideae.
In passato questo genere era incluso nella sottotribù Lavandulinae Endl., 1838 a sua volta descritta nella tribù Ocimae Dumort., 1829. Il genere composto da una quarantina di specie viene suddiviso in sette sezioni. Di queste solamente tre (con 5 specie) interessano la flora spontanea italiana (vedere il paragrafo "Specie spontanee italiane"). All'interno della sottofamiglia, in base a ricerche filogenetiche di tipo molecolare, il genere risulta in posizione basale e quindi "gruppo fratello" del resto della sottofamiglia.
Il numero cromosomico delle specie di questo genere è 2n = 18, 24, 30, 36, 42 e 54.

### Specie spontanee italiane
Per meglio comprendere ed individuare le varie specie del genere (solamente per le specie spontanee della flora italiana) l'elenco seguente utilizza in parte il sistema delle chiavi analitiche (vengono cioè indicate solamente quelle caratteristiche utili a distingue una specie dall'altra):
- Gruppo 1A: l'infiorescenza è sormontata da un ciuffo di brattee sterili violette (sect. Stoechas);

- Gruppo 2A: la lamina della foglia ha il contorno intero;

- Lavandula stoechas L. - Lavanda selvatica: l'altezza delle piante varia da 3 a 12 dm; il ciclo biologico e perenne; la forma biologica è nano-fanerofite (NP); il tipo corologico è Steno-Mediterraneo; l'habitat tipico sono le macchie basse e le garighe a cisti; la distribuzione sul territorio italiano va da Nord a Sud ma sempre sulle coste tirreniche fino ad un'altitudine di 600 m s.l.m..

- Gruppo 2B: la lamina della foglie varia da dentata a pennatosetta;

- Lavandula dentata L. - Lavanda dentata: l'altezza delle piante varia da 3 a 10 dm; il ciclo biologico e perenne; la forma biologica è nano-fanerofite (NP); il tipo corologico è Paleosubtropicale (Arabico-Macarones); si tratta di una pianta coltivata per la profumeria e raramente inselvatichita.

- Gruppo 1B: l'infiorescenza è priva del ciuffo di brattee;

- Gruppo 3A: la lamina delle foglie è intera; l'infiorescenza è formata da diversi fiori all'ascella di ciascuna brattea (sect. Spica);

- Gruppo 4A: la forma delle brattee è rombico-acuminata e alla base sono presenti 5 - 7 nervature;

- Lavandula angustifolia Miller - Lavanda vera: l'altezza delle piante varia da 3 a 12 dm; il ciclo biologico è perenne; la forma biologica è nano-fanerofite (NP); il tipo corologico è Steno-Mediterraneo - Occidentale; l'habitat tipico sono le macchie basse e le garighe; la distribuzione sul territorio italiano è discontinua dal Nord a Sud ma sempre sulle coste tirreniche fino ad un'altitudine di 1800 m s.l.m..

- Gruppo 4B: la forma delle brattee è strettamente lineare-lanceolata;

- Lavandula latifolia Medicus - Lavanda latifoglia: l'altezza delle piante varia da 3 a 8 dm; il ciclo biologico e perenne; la forma biologica è nano-fanerofite (NP); il tipo corologico è Steno-Mediterraneo - Occidentale; l'habitat tipico sono i pendii aridi e cespugliosi; la distribuzione sul territorio italiano è relativa Nord-Ovest fino ad un'altitudine di 1000 m s.l.m..

- Gruppo 3B: le foglie sono di tipo 1-2-pennatosette; i fiori sono solitari all'ascella di ciascuna brattea (sect. Pterostoechas);

- Lavandula multifida L. - Lavanda dell'Egitto: l'altezza delle piante varia da 3 a 10 dm; il ciclo biologico e perenne; la forma biologica è camefita fruticosa (Ch frut); il tipo corologico è Steno-Mediterraneo - Occidentale; l'habitat tipico sono le garighe e l'incolti aridi; la distribuzione sul territorio italiano è relativa Sud-Ovest (Sicilia compresa) fino ad un'altitudine di 600 m s.l.m..

### Specie Euro-mediterranee
In Europa e nell'areale del Mediterraneo sono presenti le seguenti specie:
- Lavandula angustifolia Mill., 1768 - Distribuzione: Italia (lavanda vera), Francia e Spagna.
- Lavandula antineae Maire, 1929 - Distribuzione: Algeria
- Lavandula atriplicifolia Benth., 1848 - Distribuzione: Egitto
- Lavandula bramwellii Upson & S. Andrews, 2004 - Distribuzione: Isole Canarie
- Lavandula buchii Webb & Berthel., 1844 - Distribuzione: Isole Canarie
- Lavandula canariensis Mill., 1768 - Distribuzione: Isole Canarie
- Lavandula coronopifolia Poir., 1789 - Distribuzione: dal Magreb fino all'Israele
- Lavandula dentata L., 1753 - Italia (lavanda dentata), Magreb, Spagna e Israele
- Lavandula lanata Boiss., 1838 - Distribuzione: Spagna
- Lavandula latifolia Medik., 1784 - Distribuzione: Italia (lavanda latifoglia), Francia e Spagna.
- Lavandula mairei Humbert, 1927 - Distribuzione: Marocco
- Lavandula maroccana Murb., 1922 - Distribuzione: Marocco
- Lavandula minutolii Bolle, 1860 - Distribuzione: Isole Canarie
- Lavandula multifida L., 1753 - Distribuzione: Italia (lavanda dell'Egitto), Penisola Iberica, Mareb e Egitto
- Lavandula pedunculata (Mill.) Cav., 1801 - Distribuzione: Marocco, Spagna e Anatolia
- Lavandula pinnata Lundmark, 1780 - Distribuzione: Isole Canarie e Madera
- Lavandula pubescens Decne., 1834 - Distribuzione: Egitto e Sinai
- Lavandula rejdalii Upson & Jury, 2002 - Distribuzione: Marocco
- Lavandula saharica Upson & Jury, 2004 - Distribuzione: Algeria
- Lavandula stoechas L., 1753 - Distribuzione: Italia (lavanda selvatica), Europa occidentale, Magreb, Grecia, Anatolia e Asia mediterranea
- Lavandula tenuisecta Coss. ex Ball, 1878 - Distribuzione: Marocco
- Lavandula viridis L'Hér., 1789 - Distribuzione: Penisola Iberica

### Elenco completo delle specie
Il genere Lavandula comprende le seguenti specie:
- Lavandula angustifolia Mill., 1768
- Lavandula antineae Maire, 1929
- Lavandula aristibracteata A.G.Mill., 1985
- Lavandula atriplicifolia Benth., 1848
- Lavandula bipinnata (Roth) Kuntze, 1891
- Lavandula bramwellii Upson & S.Andrews, 2004
- Lavandula buchii Webb & Berthel., 1844
- Lavandula canariensis (L.) Mill., 1768
- Lavandula citriodora A.G.Mill., 1985
- Lavandula coronopifolia Poir., 1789
- Lavandula dentata L., 1753
- Lavandula dhofarensis A.G.Mill., 1985
- Lavandula erythraeae (Chiov.) Cufod., 1969
- Lavandula galgalloensis A.G.Mill., 1985
- Lavandula gibsonii J.Graham, 1839
- Lavandula hasikensis A.G.Mill., 1985
- Lavandula lanata Boiss., 1838
- Lavandula latifolia Medik., 1784
- Lavandula macra Baker, 1894
- Lavandula mairei Humbert, 1927
- Lavandula maroccana Murb., 1922
- Lavandula minutolii Bolle, 1860
- Lavandula multifida L., 1753
- Lavandula nimmoi Benth., 1848
- Lavandula pedunculata (Mill.) Cav., 1801
- Lavandula pinnata Lundmark, 1780
- Lavandula pubescens Decne., 1834
- Lavandula qishnensis Upson & S.Andrews, 2004
- Lavandula rejdalii Upson & Jury, 2002
- Lavandula rotundifolia Benth., 1833
- Lavandula saharica Upson & Jury, 204
- Lavandula samhanensis Upson & S.Andrews, 2004
- Lavandula setifera T.Anderson, 1860
- Lavandula somaliensis Chaytor, 1937
- Lavandula stoechas L., 1753
- Lavandula sublepidota Rech.f., 1979
- Lavandula subnuda Benth., 1848
- Lavandula tenuisecta Coss. ex Ball, 1878
- Lavandula viridis L'Hér., 1789

### Ibridi
Sono noti i seguenti ibridi naturali:
- Lavandula × alportelensis P.Silva, Fontes & Myre
- Lavandula × cadevallii Sennen
- Lavandula × cavanillesii D.Guillot & Rosselló
- Lavandula × ginginsii Upson & S.Andrews
- Lavandula × heterophylla Viv.
- Lavandula × intermedia Emeric ex Loisel. (L. angustifolia × L. latifolia)
- Lavandula × limae Rozeira
- Lavandula × losae Sánchez Gómez, Alcaraz & García Vall.

### Sinonimi
L'entità di questa voce ha avuto nel tempo diverse nomenclature. L'elenco seguente indica alcuni tra i sinonimi più frequenti:
- Chaetostachys Benth.
- Fabricia Adans., 1763
- Isinia Rech. f., 1952
- Lavendula L.
- Sabaudia Buscal. & Muschl., 1913
- Stoechas Mill., 1754
- Styphonia Medik., 1791

## Proprietà terapeutiche e cosmetiche

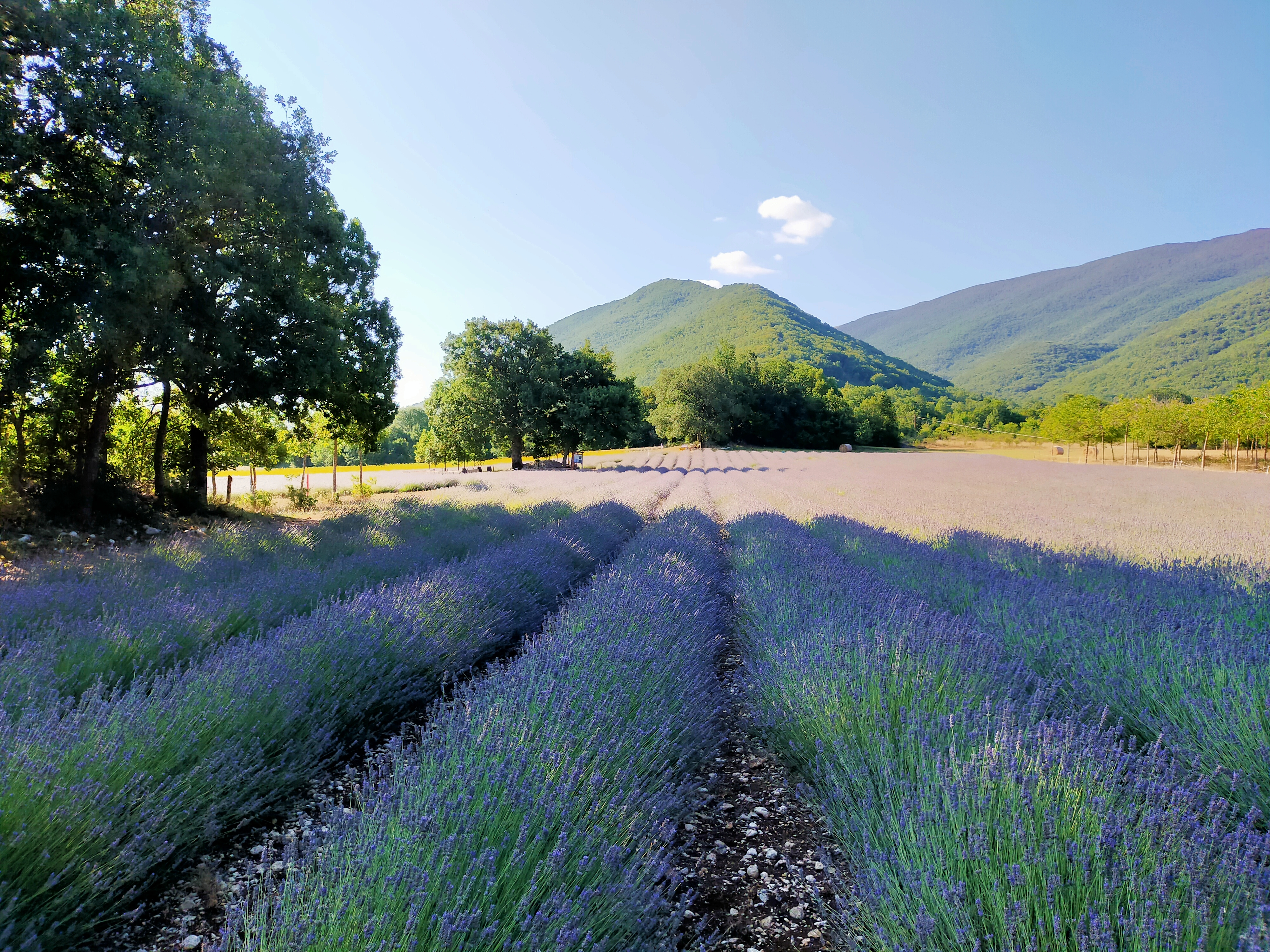
Lavandeto di Collelongo, in Abruzzo

La lavanda è conosciuta fin dai tempi più antichi per le sue proprietà antiemetiche, antisettiche, analgesiche, battericide, vasodilatatorie, antinevralgiche, per i dolori muscolari ed è considerata un blando sedativo. L'olio essenziale di lavanda è l'olio eterico più utilizzato in profumeria.
In aromaterapia, viene utilizzata come antidepressivo, tranquillizzante, equilibrante del sistema nervoso, come decongestionante contro i raffreddori e l'influenza. Inoltre viene ritenuta efficace per abbassare la pressione arteriosa, per ridurre i problemi digestivi ed è miscelata con altre sostanza omeopatiche per curare il mal di schiena e il mal d'orecchie.
Qualche goccia di olio essenziale, aggiunta nell'acqua del bagno, aiuta a rilassare. Per uso cosmetico, se utilizzata nell'ultimo risciacquo, quando si lavano i capelli, oltre che dare un profumo delizioso, aiuta a combattere i capelli grassi.
I fiori di lavanda, contrariamente a tante altre specie, conservano a lungo il loro aroma anche se secchi. È infatti consuetudine mettere dei sacchetti di tela nei cassetti per profumare la biancheria. La pianta, che era già nota agli antichi, veniva usata anche per la preparazione di talismani e portafortuna, legati a pratiche magiche ed esoteriche.

## Alcune specie

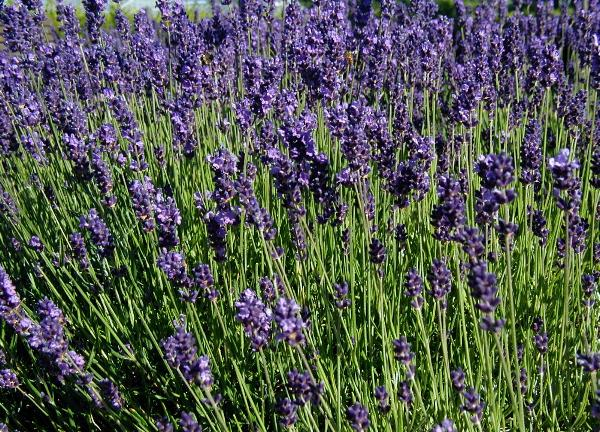
Lavandula angustifolia
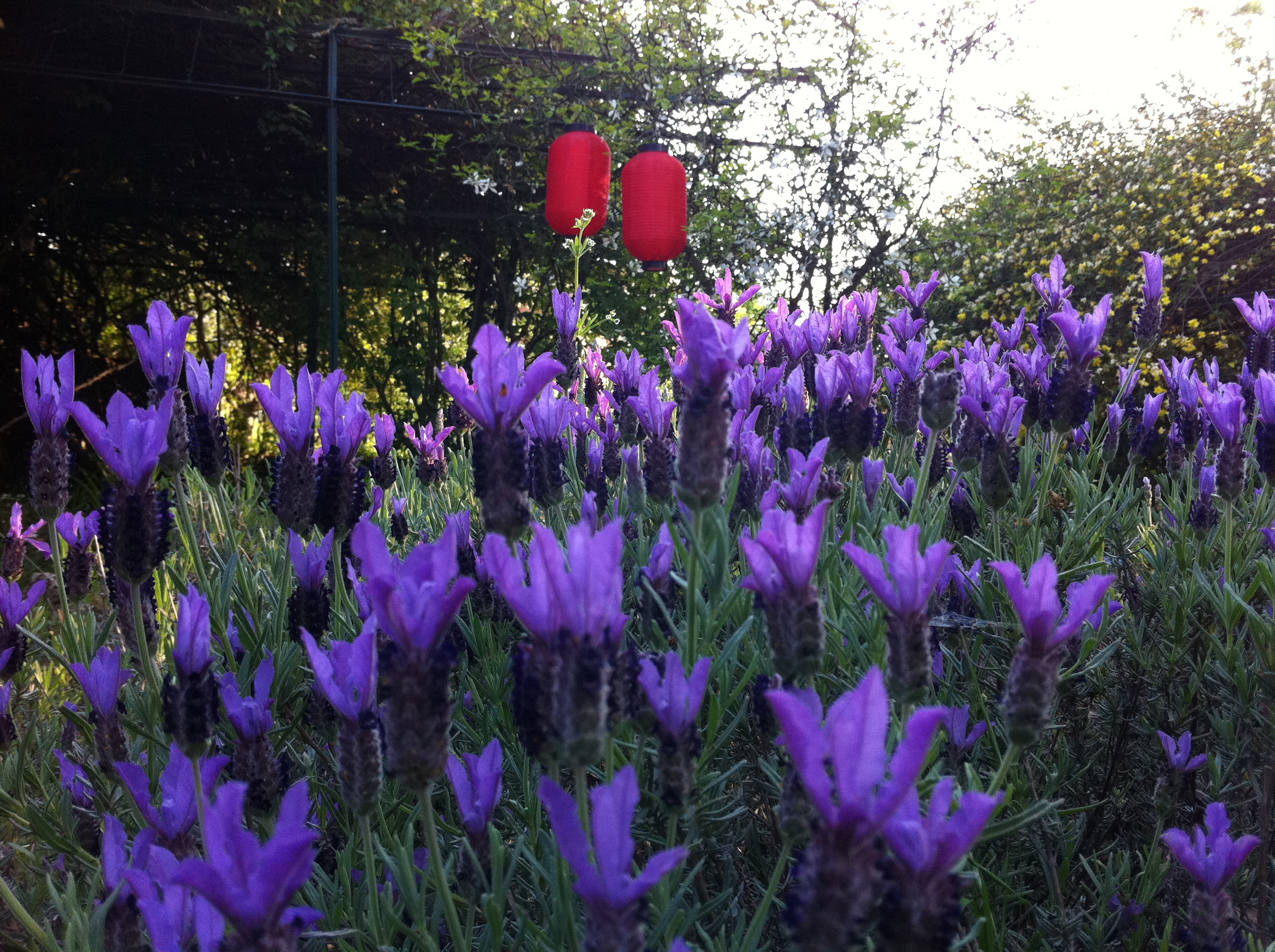
Lavandula stoechas
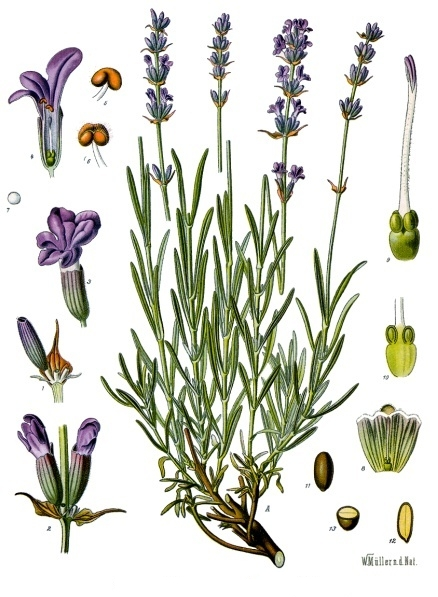
Illustrazione: Lavandula angustifolia
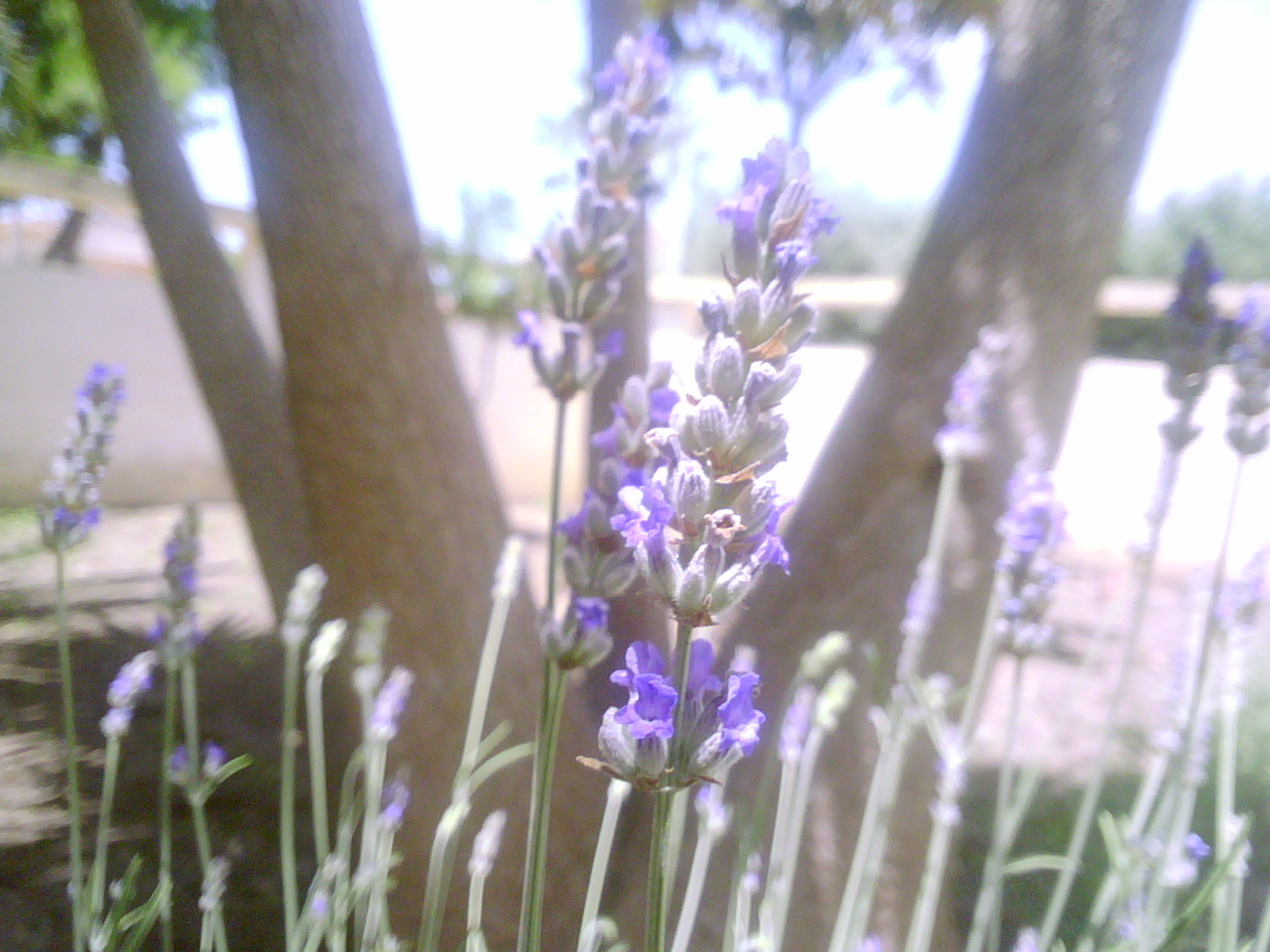
Fiori di lavandula
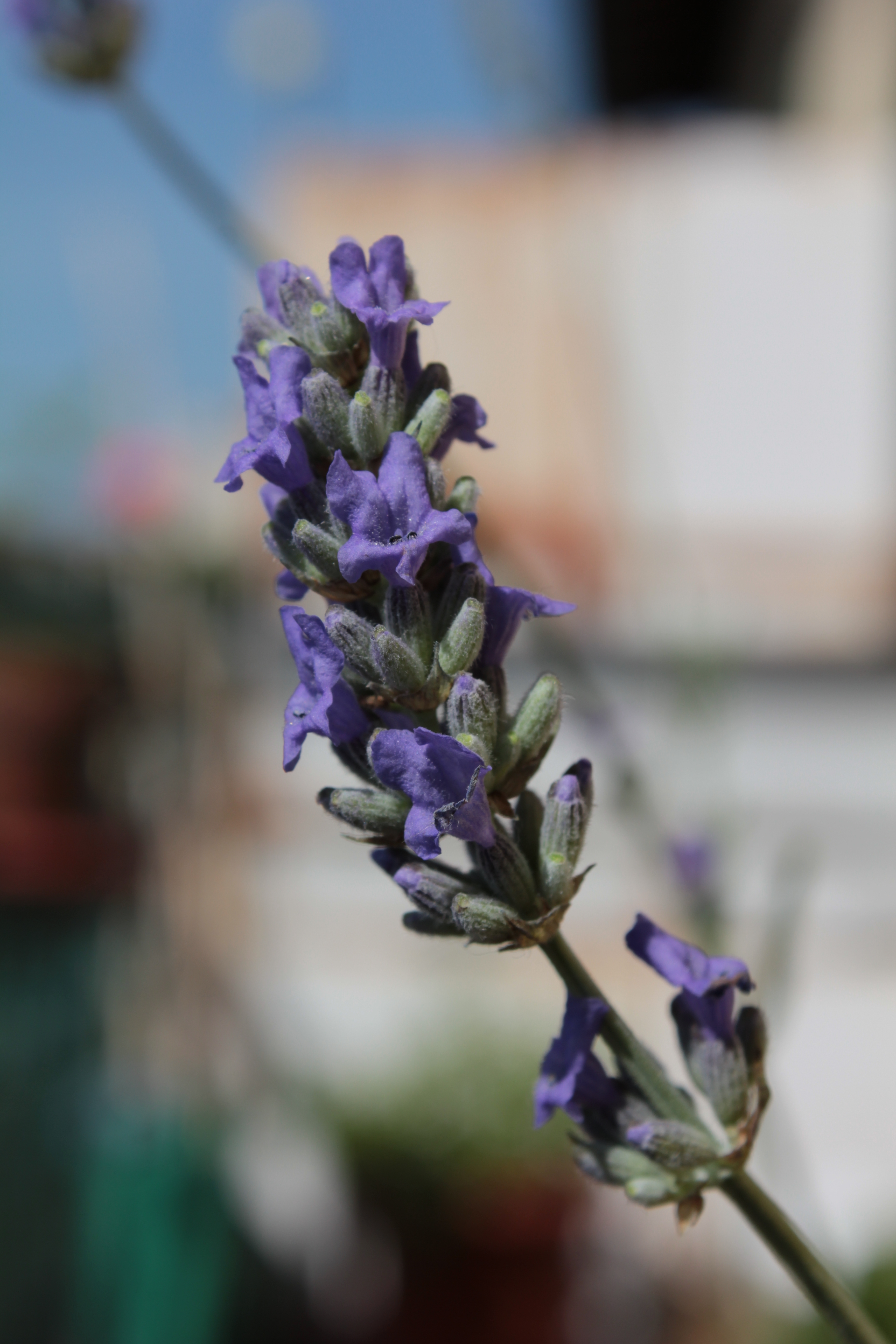
Spiga fiorita di lavandula